# دستگرد (جیرفت)
دستگرد روستایی در دهستان مسکون بخش جبالبارز شهرستان جیرفت استان کرمان ایران است.

## جمعیت
بر پایه سرشماری عمومی نفوس و مسکن در سال ۱۳۹۵ جمعیت این روستا ۴۵ نفر (۱۲خانوار) بوده‌است.